# Frank CFP
Frank CFP (od Colonies Françaises du Pacifique – Francuskie Kolonie na Pacyfiku) – waluta używana w Polinezji Francuskiej, Nowej Kaledonii oraz Wallis i Futunie. Władze francuskie gwarantują stały kurs tej waluty w stosunku do euro wynoszący 1 XPF za 0,00838 EUR.
1 frank dzieli się na 100 centymów.
W obiegu znajdują się:
- monety o nominałach 	1, 2, 5, 10, 20, 50, 100 franków
- banknoty o nominałach 500, 1000, 5000, 10 000 franków